# Лунка Флориј (Караш-Северин)
Лунка Флориј (рум. Lunca Florii) насеље је у Румунији у округу Караш-Северин у општини Корнерева. Oпштина се налази на надморској висини од 875 m.

## Становништво
Према подацима из 2002. године у насељу је живело 70 становника, од којих су сви румунске националности.